# Feel Like Makin' Love (canción)
«Feel Like Makin' Love» es una canción interpretada por la cantante estadounidense Roberta Flack. Fue publicado en junio de 1974 como el sencillo principal de su quinto álbum de estudio, Feel Like Makin' Love (1975).

## Recepción de la crítica
Un escritor no especificado de la revista Billboard describió «Feel Like Makin' Love» como una “magnífica balada de esta siempre aguda estrella del pop/jazz, con su perfecto fraseo destacándose sobre un potente pero suave acompañamiento instrumental”.

## Lista de canciones
US 7-inch single
1. «Feel Like Makin' Love» – 2:55
2. «When You Smile» – 3:42

Dutch and German 7-inch single
1. «Feel Like Makin' Love» – 2:55
2. «Conversation Love» – 3:38

## Posicionamiento

### Gráfica semanal
| Gráfica (1974)                              | Pico de posición |
| ------------------------------------------- | ---------------- |
| Australia (Kent Music Report)               | 13               |
| Canadá (RPM Top Singles)                    | 1                |
| Canadá (RPM Pop Music Playlist)             | 1                |
| Estados Unidos (Billboard Hot 100)          | 1                |
| Estados Unidos (Billboard Easy Listening)   | 1                |
| Estados Unidos (Billboard Hot Soul Singles) | 1                |
| Estados Unidos (Cash Box Top 100 Singles)   | 1                |
| Países Bajos (Nederlandse Top 40)           | 29               |
| Países Bajos (Single Top 100)               | 24               |
| Quebec (ADISQ)                              | 10               |

### Gráfica de fin de año
| Gráfica (1973)                              | Pico de posición |
| ------------------------------------------- | ---------------- |
| Australia (Kent Music Report)               | 94               |
| Canadá (RPM Top Singles)                    | 21               |
| Estados Unidos (Billboard Hot 100)          | 35               |
| Estados Unidos (Billboard Easy Listening)   | 21               |
| Estados Unidos (Billboard Hot Soul Singles) | 1                |
| Estados Unidos (Cash Box Top 100 Singles)   | 33               |

## Certificaciones y ventas
| País                                                     | Certificación | Ventas   |
| -------------------------------------------------------- | ------------- | -------- |
| Estados Unidos (RIAA)                                    | Oro           | 500 000* |
| *cifras de ventas basadas únicamente en la certificación |               |          |